# Nick & June

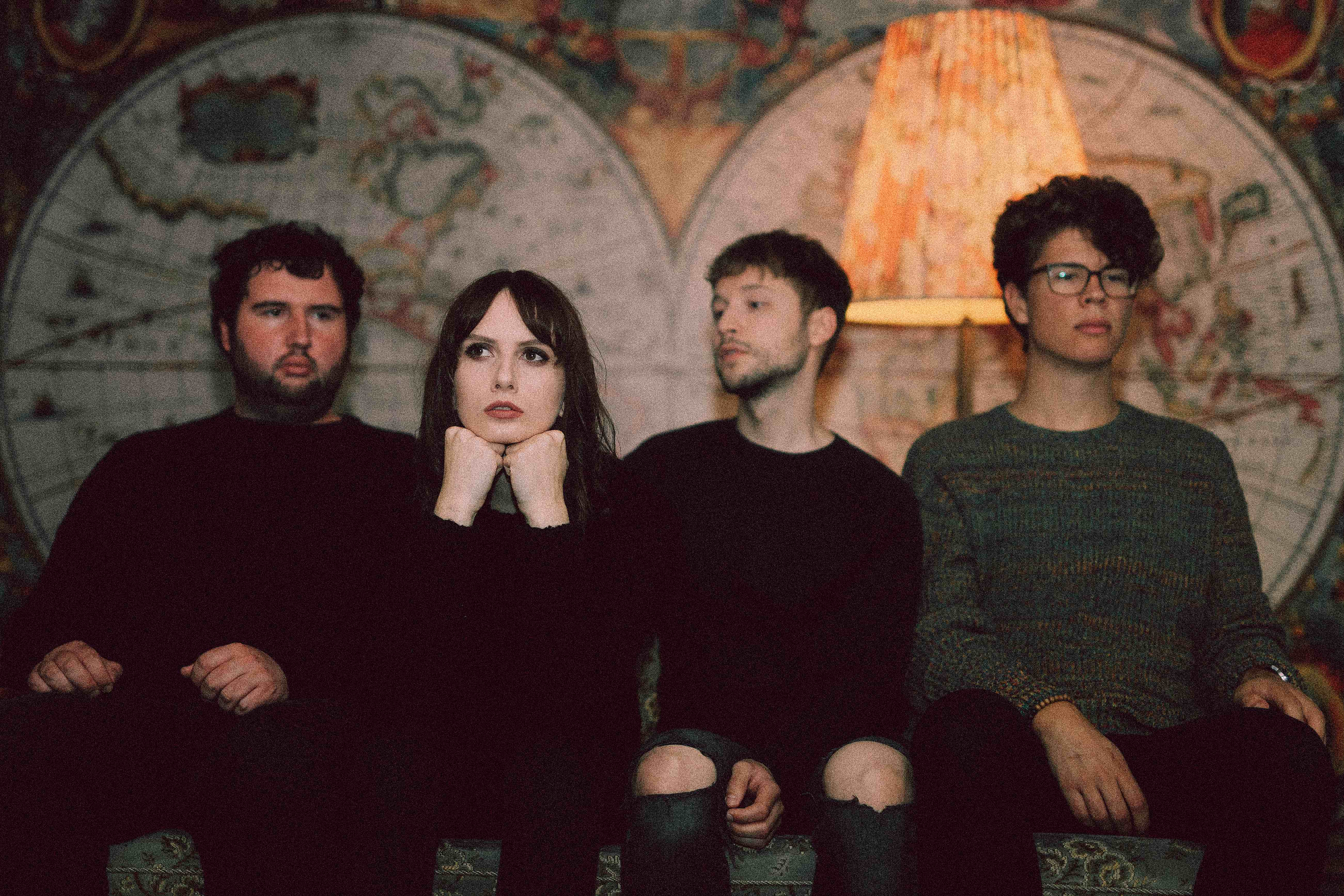
Nick & June 2017

Nick & June ist ein Indie-Folk-Projekt aus Nürnberg um Sänger und Songwriter Nick Wolf und Suzie-Lou "June" Kraft. 2013 wurde das Debütalbum „Flavor & Sin“, 2017 der Nachfolger „My November My“ veröffentlicht. Die aktuelle Besetzung besteht neben Wolf und Kraft aus Yoshi Noka und Florian Helleken.

## Geschichte
2011 gründete Nick Wolf das Projekt Nick & June. Zusammen mit dem Produzenten Udo Rinklin (u. a. Philipp Poisel) begannen die Aufnahmen zum ersten Album. Als eine weibliche Zweitstimme – anfangs lediglich für die Recording-Session gedacht – gesucht wurde, stieg Julia Kalass ein. Ende 2012 wurde die erste 5-Track-EP Homesick Blues auf Bullet Records veröffentlicht. Anschließend spielten Nick & June als Duo die erste Tour.
Im Herbst 2013 erschien das Debütalbum Flavor & Sin (Bullet Records). Die Auskopplung Little Things erreichte die deutschen Airplay-Charts. Das Album erhielt durchweg sehr gute Rezensionen. Besonders wurden die herausragenden Kompositionen, der wehmütige, mehrstimmige Gesang sowie die filigranen Arrangements gelobt. Vergleiche mit Angus & Julia Stone, Damien Rice oder Bon Iver wurden gezogen. Im Anschluss an Flavor & Sin tourten Nick & June durch sechs Länder Europas und spielten bis Ende 2016 ca. 300 Konzerte. Im Sommer 2015 steuerten Nick & June das Lied Home Is Where the Heart Hurts Pt. 1 zum Soundtrack des Kinofilms About a Girl bei. Die Single entwickelte sich mit der Zeit zum erfolgreichsten Lied Nick & Junes und war gleichzeitig die erste Auskopplung des zweiten Albums.
Im Herbst 2015 stieß Schlagzeuger Florian Helleken fest zur Band, Ende 2016 kam Suzie-Lou Kraft (als June) an Bass und Gesang dazu. Im Herbst 2016 unterschrieben Nick & June beim Indie-Label AdP Records. Im Januar 2017 erschien die EP und 7" Once in a Life als zweite Vorab-Single. Die EP schaffte es sowohl in die deutschen als auch britischen Singer-Songwriter-iTunes-Charts.
Am 31. März 2017 wurde das zweite Album My November My veröffentlicht. Der Longplayer ist als Konzeptalbum um den fiktiven Charakter November Boy aufgebaut, die Texte waren ursprünglich als ein in Kapiteln eingeteiltes Prosawerk geschrieben, wurden nachträglich in lyrische Form und schließlich in Lied-Form übertragen. Musikalisch gehen Nick & June weg vom rein akustischen Singer-Songwriter-Folk hin zu sphärischeren Klängen, epischeren Songstrukturen und Soundspielereien mit Postrock-Anleihen. Das Album erhielt erneut sehr gute Kritiken.

## Live
Ursprünglich als Solo-Projekt gegründet, tourten Nick & June ab 2012 als Duo. Anfangs noch ausschließlich mit akustischen Instrumenten (Gitarre, Banjo, Mandoline, Ukulele, Percussion, Glockenspiel, Melodica, Mundharmonika) besetzt, wurde mit der Zeit das instrumentale Spektrum erweitert. Inzwischen treten Nick & June als Band zusätzlich mit Schlagzeug, Bass, Klavier, Orgel, Synthesizer, E-Gitarre, E-Bow und Akkordeon auf.

## Stil und Rezeption
Die Musik von Nick & June wird als „verträumte(r) traurig-schöne(r) Indie-Pop (…) zwischen Aufbruchsstimmung und Schwermut“, „zart und poetisch“, „zauberhaft“, melancholisch, akustisch und in Low-Fi beschrieben. Hervorgehoben wird Nick Wolf als „herausragender Songwriter“, die Texte bleiben nachdenklich und kreieren eine „traumhafte und melancholisch-verspielte Welt“. und „diffizile Stimmungen“. Vergleiche werden meist zu Angus & Julia Stone, Damien Rice, Glen Hansard und Bon Iver, aber auch zu Nick Cave oder Simon & Garfunkel gezogen.

## Diskografie

### Alben
- 2013: Flavor & Sin (Bullet Records / Soulfood)
- 2017: My November My (AdP Records / Alive)

### EPs
- 2012: Homesick Blues (Bullet Records / Soulfood)
- 2017: Once in a Life (AdP Records / Alive)